# Oman wąskolistny
Oman wąskolistny (Pentanema ensifolium L.) – gatunek rośliny z rodziny astrowatych. Tradycyjnie włączany do rodzaju oman Inula, jednak w 2018 zawężono ujęcie tego rodzaju i gatunek trafił do rodzaju Pentanema.

## Rozmieszczenie geograficzne
Występuje na rozproszonych obszarach we wschodniej i środkowo-wschodniej Europie po Morze Czarne oraz w Azji Mniejszej, odizolowane jego stanowiska znajdują się jeszcze na Gotlandii. W Polsce jest dość rzadki i występuje tylko w południowo-wschodniej części po Wyżynę Małopolską i Lubelszczyznę; są one głównym jego centrum występowania w Polsce. W polskich Karpatach podawano jego występowanie na kilku tylko stanowiskach w Pieninach (u podnóża Sokolicy i Hukowej Skały, na Długim Groniku, na Szafranówce, w Szczawnicy nad Dunajcem), na południowych stokach Wysokiej Góry (Beskid Sądecki), na przełomie Dunajca w Kłodnem, w starym kamieniołomie w Zarzeczu i na Jasieniowej na Pogórzu Śląskim. Liczna populacja omanu wąskolistnego rośnie w słowackich Pieninach, przy ujściu Leśnickiego Potoku do Dunajca.

## Morfologia

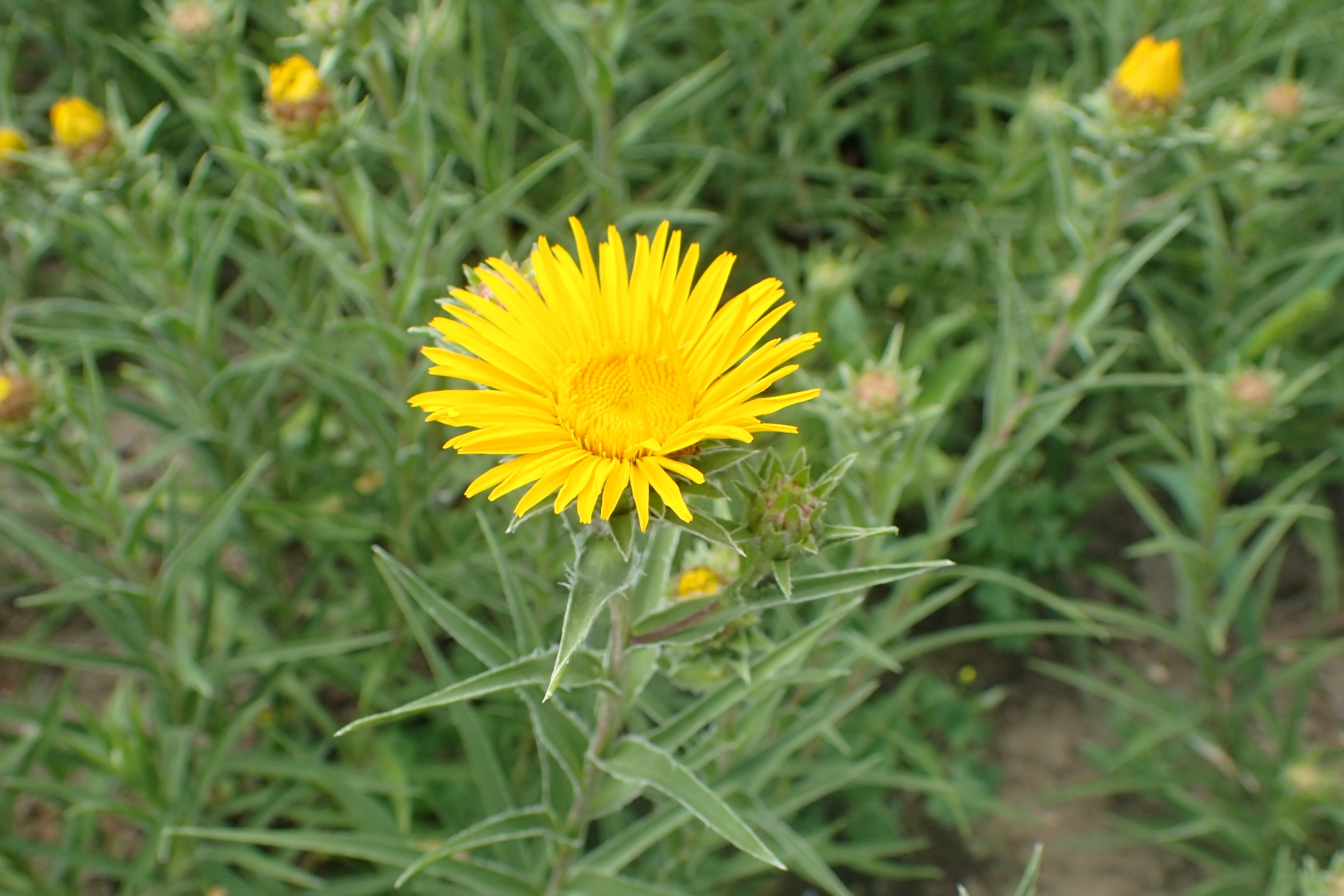
Koszyczek

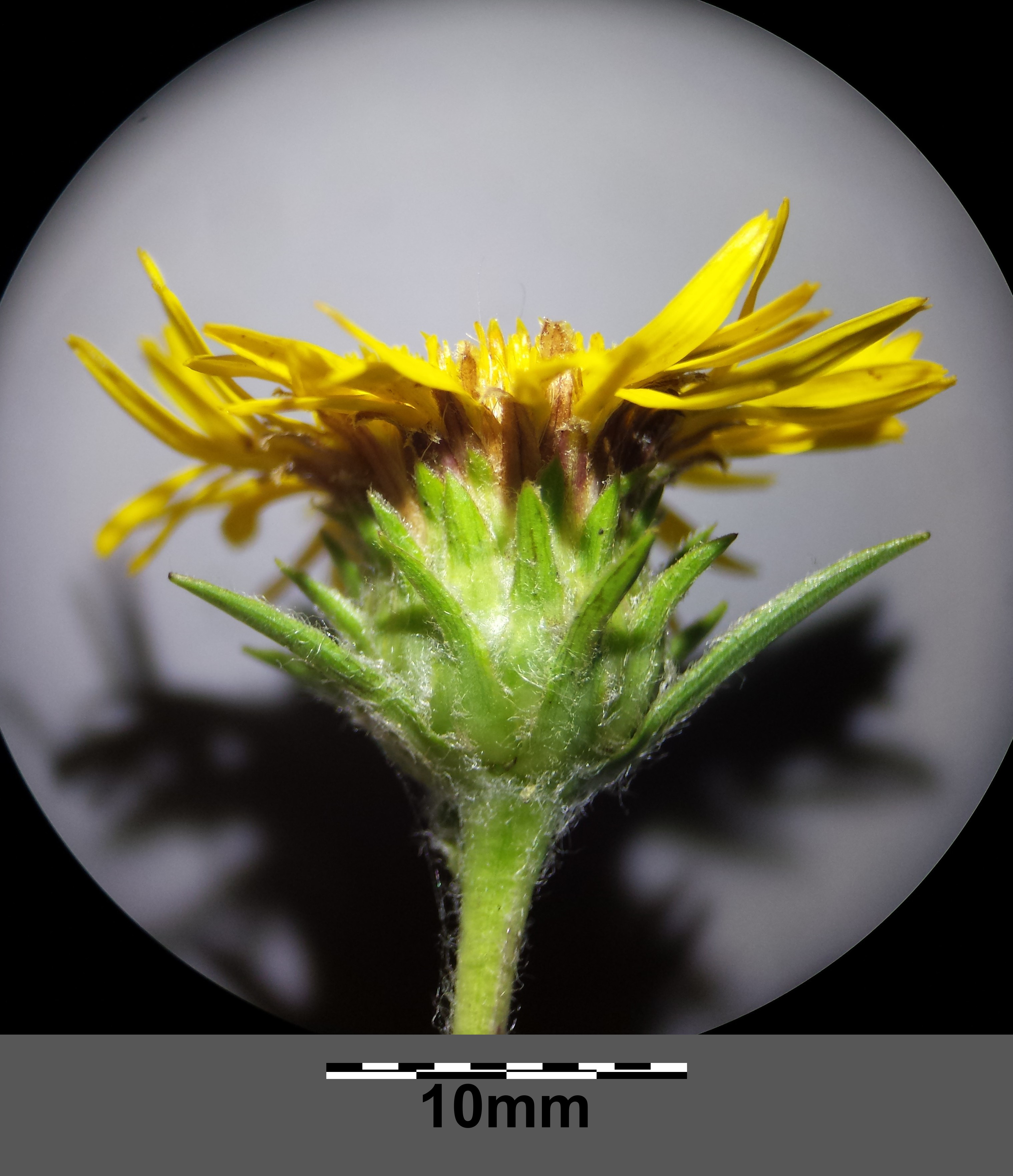
Okrywa koszyczka

ŁodygaWzniesiona lub podnosząca się, krucha o wysokości 7–60 cm. Jest naga, co najwyżej pod kwiatostanem czasami filcowata. Pod ziemią roślina posiada czołgające się kłącze.
LiścieUlistnienie skrętoległe, gęste. Liście równowąskolancetowate lub równowąskie, siedzące, obejmujące łodygę zwężoną nasadą. Mają 3–7 równoległych nerwów. Są sztywne, mają szerokość 2–7 mm i ostry wierzchołek.  Brzegi blaszki liściowej mają orzęsione, poza tym są nagie.
KwiatyZebrane w koszyczek o szerokości 2,5–5,5 cm. Listki okrywy skórzaste,  lancetowate lub równowąskie,  stopniowo coraz większe ku wnętrzu. Kwiaty żółte, brzeżne kwiaty języczkowe mają języczki około dwukrotnie większe od okrywy koszyczka.
OwocNagie niełupki z puchem kielichowym.

## Biologia i ekologia
Bylina, hemikryptofit. Kwitnie od maja do lipca, jest owadopylny i wiatrosiewny. Rośnie na suchych murawach, na skałach i w świetlistych zaroślach. Gatunek charakterystyczny dla związku (All.) Cirsio-Brachypodion pinnati i Ass. Inuletum ensifoliae. Liczba chromosomów 2n = 16. Tworzy mieszańce z omanem szorstkim i o. wierzbolistnym.